# Saria (filme de 2019)
Saria é um curta-metragem norte-americano de 2019 dirigido e escrito por Bryan Buckley. Como reconhecimento, foi indicado ao Oscar 2020 na categoria de Melhor Curta-metragem.

## Enredo
O filme explora as dificuldades inimagináveis enfrentadas por jovens órfãs no Lar Seguro de Virgen de La Asunción, na Guatemala, que antecederam o trágico incêndio que matou 41 pessoas em 2017.

## Nomeações
| Ano  | Premiação          | Categoria             | Recipiente | Resultado | Ref.  |
| ---- | ------------------ | --------------------- | ---------- | --------- | ----- |
| 2020 | 92º Academy Awards | Melhor curta-metragem | Saria      | Indicado  | [ 4 ] |